# Устойчивое потребительское поведение
Устойчивое потребительское поведение — поддисциплина потребительского поведения по изучению включения/исключения потребителями приоритетов устойчивого развития в своё потребительское поведение. Ответственное (разумное, устойчивое) потребление подразумевает экономное использование природных ресурсов в рамках удовлетворения только лишь необходимых потребностей. Изучаются продукты, которые выбирают потребители, как эти продукты используются и как они утилизируются в целях достижения потребителями целей устойчивого развития.
Традиционный маркетинг сосредоточен на этапе покупки в общем процессе потребления. В этот момент заключается договор между покупателем и продавцом, выплачиваются деньги и право собственности на продукцию переходит к потребителю. Однако с социальной и экологической точки зрения поведение потребителей необходимо рассматривать в целом, поскольку продукт влияет на все этапы процесса потребления.

## Процесс принятия решения потребителем
Процесс принятия решения покупателем состоит из трёх —пяти этапов. Трёхэтапная модель потребления описывает получение, потребление и утилизацию продуктов и услуг. Пяти- стадийная модель (впервые описана Джоном Дьюи в 1910 году) включает в себя следующие этапы:
- распознавание проблемы
- поиск информации
- оценка альтернатив
- решение о покупке
- поведение после покупки

### Распознавание проблемы
Распознавание проблемы —разница между идеальным для потребителя вариантом и фактическим положением дел.

### Поиск информации
Существуют три основных источника поиска информации: личные, коммерческие и публичные. Средства массовой информации предоставляют потребителям информацию об экологических издержках и выгодах потребления.

### Оценка альтернатив
На этом этапе экологические проблемы (экологические затраты, риски и выгоды) будут способствовать оценке вариантов покупки. Одним из способов оценки более устойчивого потребления является учёт общих затрат потребителя, которые он несет на этапах приобретения, использования и после использования.

### Решение о покупке
Потребитель делает выбор между экологическими преимуществами и другими характеристиками (цена, производительность, дизайн). Кроме того, потребителю, возможно, придется изменить свою привычную манеру поведения.

### Поведение после покупки
Поведение после покупки включает в себя техническое обслуживание, ремонт, частоту использования и тип использования. Для таких покупок, как дома, автомобили и бытовая техника, большая часть воздействия на устойчивость происходит после фазы покупки, во время использования или после использования.
Поведение после покупки может также включать утилизацию, когда потребители могут сохранить, повторно использовать (например, продав, обменяв или подарив продукт другим лицам) или утилизировать продукт. Такие материалы, как бумага, стекло или металл, могут быть переработаны или повторно использованы в процессе производства. Необходимо учитывать, что полигоны по утилизации коммунальных отходов перегружены.

## Влияние поведения потребителей
Покупка и употребление отдельного продукта в совокупности с действиями других потребителей способствуют экономическому успеху розничного продавца товара, общему росту экономики и объёму отходов, с которыми приходится иметь дело местным органам власти. Покупка чашки кофе влияет на спрос и цену на кофейные зерна и молоко, а также на жизнь и благосостояние фермеров, а также на их решения относительно инвестиций и посадки растений. Также влияет на спрос на пестициды, удобрения, упаковочные материалы и энергию. Экономический эффект от чашки кофе влияет на стоимость акций розничных торговцев, а также на уровень их доходов и инвестиций. На национальном уровне это способствует национальному благосостоянию и, таким образом, влияет на будущую политику налогообложения и процентных ставок.
Потребление — это экономическое явление, которое отвечает нашим индивидуальным потребностям и движет экономикой посредством нашего коллективного поведения. С другой стороны, потребление — социальный и культурный процесс, посредством которого мы выражаем свою идентичность и определяем своё место в обществе. Это также физический процесс потребления ресурсов. Коллективные последствия таких решений в области потребления являются основным фактором изменения климата, которое будет иметь последствия для людей, стран и видов животных по всему миру.
Покупательское поведение потребителей определяет успех новых продуктов и услуг, продвигаемых на рынке, на основе их показателей устойчивости. Потребители играют роль в определении воздействия на устойчивость на этапах использования и утилизации процесса потребления, поэтому их общее поведение также влияет на показатели устойчивости всех товаров и услуг.

## Разрыв в отношении, знаниях и поведении
В поведении потребителей наблюдаются некоторые противоречия.

### Разрыв в отношении и поведении
Несмотря на рост экологической осведомленности, не изменяется потребительский выбор и поведение. Это может быть связано с эгоизмом потребителей, которые не хотят отказываться от своего образа жизни или менять его, или с сопутствующими расходами и налогами.
Был проведен опрос (2020) в десяти странах (в основном в США) с целью определения важных факторов, учитываемых покупателями при принятии решения о покупке продукта. Общая устойчивость не играла главную роль по сравнению с ценой, качеством, брендом и удобством; а после пандемии COVID-19 потребители стали больше отдавать предпочтение упаковке продуктов с точки зрения безопасности и гигиены. Однако было обнаружено, что более половины потребителей в США обеспокоены воздействием упаковки на окружающую среду и готовы платить больше за экологически чистые варианты. Кроме того, потребители проявили интерес к большей доступности и маркировке экологически чистых продуктов, а также интерес как к перерабатываемым пластикам, так и к альтернативам на основе волокон.
Имеется значительный сдвиг в поведении потребителей (2023) в сторону устойчивой упаковки. Так, 82 % потребителей разных возрастных групп готовы платить больше за продукты в устойчивой упаковке, что является ростом по сравнению с предыдущими годами. Самое сильное предпочтение —среди более молодой демографической группы, так, 90 % потребителей поколения Z выражают такую готовность. Чтобы снизить воздействие на окружающую среду, 71 % потребителей выбрали продукт, основываясь на его характеристиках устойчивости, а 80 % были заинтересованы в покупке продуктов в многоразовой упаковке. Эти тенденции указывают на растущий потребительский спрос на экологически чистые варианты упаковки, даже на фоне роста цен.

### Разрыв в знаниях и поведении
Существует несоответствие между тем, какое поведение потребители считают социально и экологически устойчивым, и их фактическим поведением. Например, многие люди в США ограничивают использование аэрозольных баллончиков с целью минимизирования воздействия на озоновый слой. Их поведение не имеет экологического значения, поскольку вещества, влияющие на озоновый слой, давно запрещены в США.
60-70 % людей заявили, что готовы платить больше за устойчивое развитие, а 35-36 % купили бы устойчивые продукты, если бы они были доступны и имели лучшую маркировку. Делать лучший выбор покупателям мешает пробел в знаниях. Потребители полагаются на восприятие и могут принимать неосведомленные решения. Например, хлопья в картонной коробке считаются более экологичными, чем хлопья в пакете, даже несмотря на то, что пакет содержит меньше упаковки (поскольку коробка также содержит пакет внутри). Внешний вид перерабатываемого картона скрывает находящийся внутри пластик.

## Три теории объяснения

### Рациональные объяснения
В теории рационального объяснения особое внимание уделяется экономике устойчивого потребления и тому, как потребители оценивают функциональные преимущества и относительную доступность продукта и услуги. Поведенческие модели, в основе которых лежит экономическая рациональность, как правило, предполагают высокую степень личной заинтересованности со стороны потребителя.

### Психологические объяснения
Исследования психологии устойчивого потребления сосредоточены на наборе установок (воспринимаемая личная значимость, социальная ответственность, доверие), которые влияют на готовность потребителей заниматься вопросами устойчивого развития.

### Социологические объяснения
Социологические объяснения потребительского поведения сосредоточены на восприятии потребительских действий другими людьми, и как это может отражаться на месте в обществе.

## Формы
Устойчивое потребление — принятие образа жизни, в котором устойчивость отражается во всех аспектах поведения потребителей. Добровольные упростители основываются на пяти ключевых ценностях:

### Материальная простота
Материальная простота выражается в потреблении меньшего количества товаров и услуг и стремлении выбирать товары, которые являются ресурсоэффективными, долговечными и оказывают меньшее воздействие на окружающую среду.

### Масштаб
Принцип «маленькое прекрасно» предполагает предпочтение более компактным, простым и менее централизованным рабочим и жилым помещениям.

### Самоопределение
Самоопределение предполагает снижение зависимости от крупных коммерческих предприятий или даже крупных организаций государственного сектора при удовлетворении своих потребностей.

### Экологическая осведомленность
Маркетинговые кампании, поощряющие переработку отходов и сокращение выбросов CO2, а также принятие мер по сохранению ресурсов и сокращению отходов в целях защиты окружающей среды способствуют изменению поведения потребителей.

### Личностный рост
Личностный рост предполагает удовлетворение через опыт и развитие личных способностей, а не через коммерчески предоставляемый потребительский опыт.
Дауншифтинг подразумевает изменение образа жизни и моделей потребления, переход к более низкому уровню материального потребления, но более высокому уровню качества жизни и личного удовлетворения.

## Выбор устойчивого потребления
Европейский проект по оценке воздействия продукции на окружающую среду обеспечивает тщательный анализ исследований воздействия на окружающую среду продукции, потребляемой домохозяйствами. 70-80 % от общего числа последствий связаны с потреблением продуктов питания и напитков, жильём (включая бытовое потребление энергии) и транспортом (включая поездки на работу, на отдых и в отпуск). Кроме того, загрязнение пластиком становится все более серьёзной проблемой, поскольку, согласно исследованиям, его можно обнаружить на 40 процентах поверхности мирового океана, и в нём содержится от 15 до 51 триллиона кусочков пластика. Значительный прогресс может быть достигнут за счёт выбора:
- экологически чистых продуктов питания и напитков. Уровень потребления выбирается наиболее благоприятным для здоровья; сокращение потребления мясных продуктов из-за их влияния на изменение климата; выбор органически произведенных и местных приправленных продуктов; и более широкое компостирование биоразлагаемых пищевых отходов.
- экологически безопасного жилья (дома из экологически чистых материалов, высокий уровень изоляции и энергоэффективности). Выбор устойчивых источников энергии и предотвращение потерь энергии во время проживания в доме (например, за счет использования энергоэффективных холодильников и энергосберегающих лампочек).
- устойчивого поведения во время путешествий — сокращение количества поездок (например, за счёт работы на дому или использования услуг телеконференций) или поиск альтернативных видов транспорта для поездок, например, езда на велосипеде вместо вождения автомобиля. Поиск туристических предложений, которые пытаются защитить глобальную и локальную окружающую среду, а также культуру.
- устойчивой моды — выбор одежды из органических, переработанных или полученных из устойчивых источников материалов, поддержка брендов с этичными методами производства и приоритет долговечности над быстрой модой. Ремонт и повторное использование одежды, а также её пожертвование или переработка[8]
- экологичных предметов повседневного обихода — носите с собой многоразовые бутылки для воды, кофейные чашки и сумки для покупок, чтобы избежать использования одноразового пластика. Переход на многоразовые контейнеры и отказ от пластиковых трубочек, столовых приборов и упаковки может значительно сократить количество пластиковых отходов. Это снижает вред окружающей среде и экономит ресурсы, способствуя более устойчивому развитию повседневной жизни.

## Устойчивый выбор и мотивационный дисбаланс
Мотивационный дисбаланс возникает при выборе потребления с положительными личными результатами, но с неодобрением со общества или при не соответствии их моральным нормам. Мотивационный дисбаланс может привести к дальнейшим последствиям для устойчивого выбора потребителей.

## Изменение поведения
Изменение поведения в сфере потребления является руководящим принципом политики устойчивого развития. Однако на нас влияет то, что говорят и делают окружающие, а также институциональные правила. Мы уже оказались в плену неустойчивого поведения независимо от наших намерений.
Выбор в пользу устойчивого потребления обусловлен привычками и рутиной. Привычки позволяют нам выполнять рутинные действия с минимальным обдумыванием и часто лишь с ограниченной осознанностью. Привычка является важнейшим компонентом в самых разных видах деятельности, имеющих важное значение для окружающей среды: путешествия, покупки, домашние дела, утилизация отходов, досуг и даже личная гигиена. Привычки формируются посредством повторения и закрепления.
Три стадии формирования новой привычки:
1. Декларативный этап (обработка информации, касающейся конкретного выбора или действия). На этом этапе важны как установочные, так и аффективные реакции на эту информацию. Информация ставит под сомнение существующий выбор, но на данном этапе фактически не меняет (например) поведение при покупке кофе.
2. Этап обобщения знаний — информация преобразуется в новую рутину путём осуществления иного выбора на практике.
3. Этап ассоциации действия с чётким положительным подкреплением. Повторение с течением времени, вырабатывает «когнитивный сценарий», который позволяет повторять то же самое действие в схожих обстоятельствах с минимальными когнитивными усилиями. Этот заключительный процессуальный этап закрепляет новую привычку. На этом этапе поведение более или менее автоматизировано и почти полностью обходит рациональное мышление.

Во многих случаях люди, по-видимому, зациклены на моделях поведения, которые сопротивляются изменениям. На самом деле люди постоянно меняются, а иногда и радикально за короткий период. Примеры технологических и поведенческих изменений, произошедших всего за десятилетие: распространение смартфонов, широкоэкранных плазменных телевизоров, режимов ожидания в электронных приборах, модели отпусков и поведения во время путешествий. Происходит «ползучая эволюция» социальных и технологических норм. Политика поощрения проэкологического и просоциального поведения потребителей может быть основана на понимании масштабов и возможностей для изменения поведения.
Индивидуальные изменения в поведении покупателей могут способствовать прогрессу в направлении устойчивого развития, но прогресс также зависит и от общества .
Множество средств массовой информации помогают потребителям сделать свой образ жизни более устойчивым.
Эксперты могут играть решающую роль в формировании устойчивого потребительского выбора, предоставляя достоверную информацию, рекомендации и повышая осведомлённость об экологических и этических последствиях различных продуктов и практик. Эксперты оценивают жизненный цикл продукции, углеродный след и прогнозы изменения климата, распространяя свои выводы среди общественности. Распространение экспертных знаний может стать инструментом изменения поведения в сторону устойчивого потребления, помогая отдельным потребителям ориентироваться в сложностях устойчивого развития, экологически чистых альтернатив, этичного снабжения и экологически ответственных продуктов и компаний.
Экспертные знания, как правило, опираются на технические, научные данные и точку зрения, доминирующую в городской среде, они выдают решения, которые также являются техническими и подходят для городской среды. Учитывая, что более половины населения мира проживает в городских районах, этот подход может привести к возникновению крупномасштабных движений устойчивого потребления. Однако это может привести к исключению альтернативных точек зрения на устойчивый образ жизни среди сельского населения.